# Eukrenal
Eukrenal – wypływowa część źródliska, poniżej której znajduje się odpływ (hypokrenal), strefa w podziale wód płynących, część krenalu. Poniżej hypokrenalu znajduje się strefa górnego strumienia – epirhitral. Cechą eukrenalu jest w przypadku źródeł helokrenowych (dominujący typ na nizinach) cienka warstewka wody, w której żyją krenobionty. Z eukrenalem związanych jest wiele owadów wodnych, przystosowanych do konsumpcji jesienego opadu liści.